# Ижевская оружейная школа
Ижевская оружейная школа — военное учебное заведение Российской империи, являвшееся специальной школой артиллерийского ведомства и осуществлявшее подготовку оружейных мастеров для Русской императорской армии, в посёлке Ижевский завод.

## История
Поражение России в Крымской войне 1854—1856 годов было обусловлено многими причинами, в том числе и техническим отставанием русского оружия от зарубежного. Масштабные реформы, в том числе и военная, в области производства оружия, принятые Александром II, должны были в корне эту ситуацию изменить. Одним из важнейших шагов, предпринятых в этом направлении, стало принятие на вооружение образцов казнозарядного оружия — винтовок Терри, Карле и Крнка, револьверов систем Лефоше, Кольт, Смит-Вессон, а чуть позже принципиально новой 4,2-линейной винтовки Бердана, рассчитанной под унитарный патрон и заряжающейся посредством откидного затвора. Производство этих образцов оружия в России начали оружейные заводы — Тульский, Ижевский и Сестрорецкий. По меркам того времени перечисленные образцы являлись сложным видом оружия и требовали к себе пристального внимания в процессе эксплуатации, суть которой заключалась в недопущении поломок и в умении специально обученного персонала быстро и качественно возникающие всё же поломки устранять.
Таким персоналом должны были стать оружейные мастера — квалифицированные технические кадры, способные лично осуществлять техническое обслуживание и ремонт оружия в войсковых частях. И 15 июля 1869 года император Александр II Высочайшее утвердил рассмотренное Военным Советом «Положение о специальных школах артиллерийского ведомства», согласно которому в ведущих оружейных центрах России, Туле и Ижевске, были учреждены оружейные школы для подготовки оружейных мастеров. До 1879 года обе школы находились в ведении Главного артиллерийского управления, и их деятельность непосредственно курировал инспектор оружейных заводов. Другими словами начальники оружейных школ подчинялись непосредственно инспектору оружейных заводов. С указанного времени они были переподчинены начальникам оружейных заводов, Тульского и Ижевского, соответственно.
Вся деятельность Ижевской оружейной школы (равно как и Тульской) регламентировалась двумя основополагающими документами:
- именным указом императора от 15 июля 1869 года, объявленным в приказе по Военному ведомству;
- положением о специальных школах артиллерийского ведомства, опубликованным в Своде военных постановлений[4].

Целью Ижевской оружейной школы была подготовка оружейных мастеров. Штат школы составляли: начальник школы (полковник); офицер, наблюдающий за обучением мастерствам и наукам; два старших учителя (по должности VIII класса) и четыре младших; сто учеников (казённокоштных и пансионеров). Ученики школы не являлись военнослужащими.
В школу могли поступить молодые люди всех сословий по конкурсному экзамену не моложе 18 лет (чуть позже возрастной ценз для поступления в школу был снижен до 16 лет). При этом необходимо было подать прошение на имя начальника школы и предоставить медицинское свидетельство о здоровом телосложении и привитии оспы, а также другие документы, которые требуются от поступающих на службу по собственному желанию нижних чинов.
Ученики составляли три категории: казённокоштные — обучающиеся бесплатно за счёт государственной казны; пансионеры — вносящие за своё содержание и обучение сумму, равную стоимости содержания казённых учеников; вольноприходящие — не получающие от школы никаких пособий и не вносящие за своё обучение платы. Ученики размещались на квартирах у заводских мастеровых или у близких родственников самих учеников. Вышеперечисленные лица обязаны были снабжать учеников одеждой, предметами личной гигиены и кормить их за определённую табелем плату.
Учебный курс в школе подразделялся на теоретическое и практическое обучение. Теоретическое обучение продолжалось три года, по одному году в каждом классе, и включало в себя изучение закона Божьего, арифметики, геометрии, теории ручного огнестрельного оружия, русского языка, черчения, рисования. Практическое обучение продолжалось также три года, наряду с теоретическим, и включало в себя исполнение всех работ оружейного дела в цехах Ижевского оружейного завода. Сверх этого, для практического усовершенствования учеников в предметах был установлен годичный срок (практический класс) пребывания учеников при Ижевском оружейном заводе. Таким образом, общий срок обучения в школе составлял четыре года. Основным предметом обучения являлся курс под названием «Теория ручного огнестрельного оружия и оружейное мастерство».
Успехи учеников «в мастерствах и науках» оценивались по 12-бальной системе. По окончании старшего класса (трёх лет учёбы) ученики признавались, на основании выпускного испытания, окончившими курс, при условии получения в среднем по теоретическим предметам, по практическим занятиям и за поведение определённого установленного количества балов.
Выдержавшие выпускной экзамен выпускники старшего класса ещё один год пребывали в так называемом практическом классе на заводе для занятий и работ в приёмных палатах. После чего, пройдя очередной испытательный экзамен, ученики, набравшие не менее 10-ти балов, представлялись в оружейные мастера 2-го разряда с назначением на действительную службу по распоряжению ГАУ. Получившие меньшее количество баллов выпускались на действительную службу старшими оружейными подмастерьями. Деятельность оружейных мастеров и старших оружейных подмастерьев на действительной службе регламентировало «Положение о состоящих в войсках оружейных мастерах».
В 1906 году из-за участия учеников Ижевской оружейной школы в антиправительственных выступлениях и вооружённых мятежах встал вопрос об упразднении её в указанном году. Впрочем, по неизвестным причинам, такого упразднения не произошло. Как не произошло её естественного постепенного упразднения при предполагаемом ГАУ учреждении объединённого Тульского оружейного училища. Создание объединённого Тульского 4-х классного (4-х годичного) оружейного училища предполагало последовательное открытие очередных классов в течение 4-х лет, при условии постепенного упразднения Тульской и Ижевской оружейных школ, по мере окончания курса в них учениками. Осуществиться этим планам помешала Первая мировая война. В 1918 году школа была расформирована. Скорее всего, это было связано с начавшимся в августе 1918 года Ижевско-Воткинским восстанием и активным участием учеников школы в тех событиях на стороне белых.
Однако в ноябре 1921 года произошло неожиданное событие. Омская школа оружейных техников была переведена в Ижевск и переименована в Ижевскую школу оружейных техников и мастеров. Де-юре это было новое военно-учебное заведение страны, но фактически оно стало той самой Ижевской оружейной школой, имеющей свои определённые традиции и многолетний опыт подготовки оружейных специалистов. Более того, в июне 1923 года Реввоенсовет Республики сосредоточил обучение артиллерийских и оружейных мастеров в технических артиллерийских и оружейно-технических учебных заведениях в Петрограде, Туле и Ижевске. Ижевская оружейно-техническая школа вновь получила возможность существовать и готовить кадры оружейных техников для РККА. Но, в 1924 году она неожиданно была переименована в Ленинградскую оружейно-техническую школу и переведена в Ленинград. По каким причинам это произошло, неизвестно. Впрочем, Ленинградская оружейно-техническая школа просуществует недолго. В сентябре 1924 года она будет ликвидирована и все курсанты, обучавшиеся в ней, будут переведены в Тульскую оружейно-техническую школу, которая в единственном числе среди оружейно-технических учебных заведений продолжит своё существование.

## Начальники
- Василий Александрович Ложкин (1870—1873), капитан полевой пешей артиллерии
- Иван Иванович Патрус (1873—1884), полковник полевой пешей артиллерии
- Пётр Ильич Березин (1884—1900)[17], полковник полевой пешей артиллерии
- Николай Дмитриевич Кудрявцев (1900—1907)[18], полковник полевой пешей артиллерии
- Василий Алексеевич Платонов (1907—1910)[19], капитан гвардейской лёгкой артиллерии
- Александр Михайлович Кулешов (1910—1912)[20], капитан гвардейской лёгкой артиллерии
- Пётр Николаевич Сорочинский (1913—1917)[21], подполковник полевой лёгкой артиллерии

## Известные ученики
- Оберюхтин, Виктор Иванович[22].